# Algadefe
Algadefe ist ein Ort und eine nordspanische Gemeinde mit 301 Einwohnern (Stand: 2024) in der Provinz León und der Region Kastilien-León. 

## Lage und Klima
Algadefe liegt etwa 41 Kilometer südlich von León im Nordwesten der Iberischen Meseta in einer Höhe von ca. 740 m. Durch den Westen der Gemeinde führt die Autovía A-66. 
Das Klima im Winter ist rau, im Sommer dagegen trocken und warm; der Regen (499 mm/Jahr) fällt überwiegend im Winterhalbjahr.

## Bevölkerungsentwicklung
| Jahr      | 1970 | 1981 | 1991 | 2001 | 2011 | 2021 |
| Einwohner | 600  | 495  | 406  | 356  | 298  | 283  |

Aufgrund der durch die Mechanisierung der Landwirtschaft und der Aufgabe von bäuerlichen Kleinbetrieben ausgelösten Landflucht ist die Bevölkerung des Dorfes seit der Mitte des 19. Jahrhunderts kontinuierlich gewachsen.

## Sehenswürdigkeiten

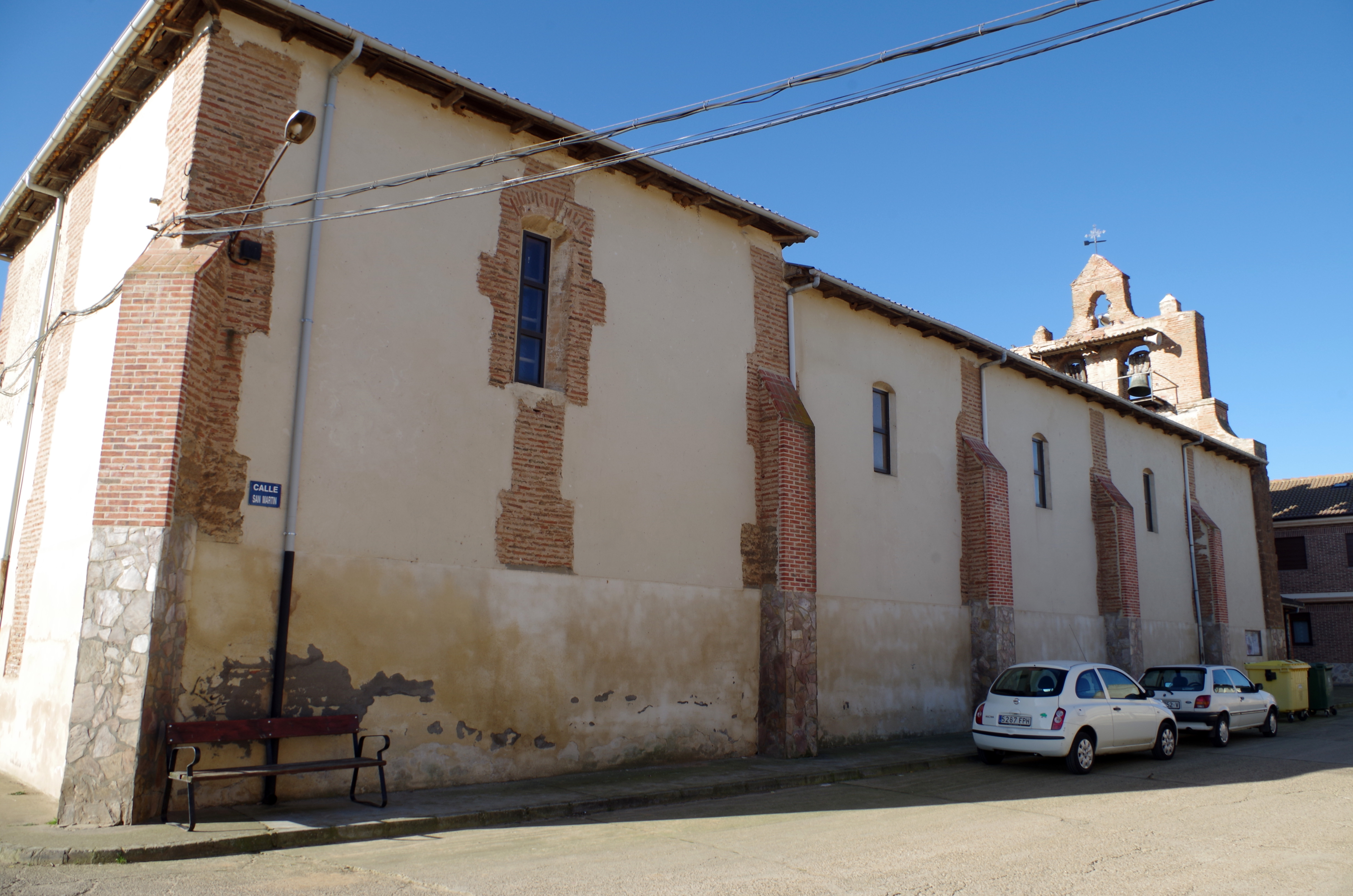
Marienkirche
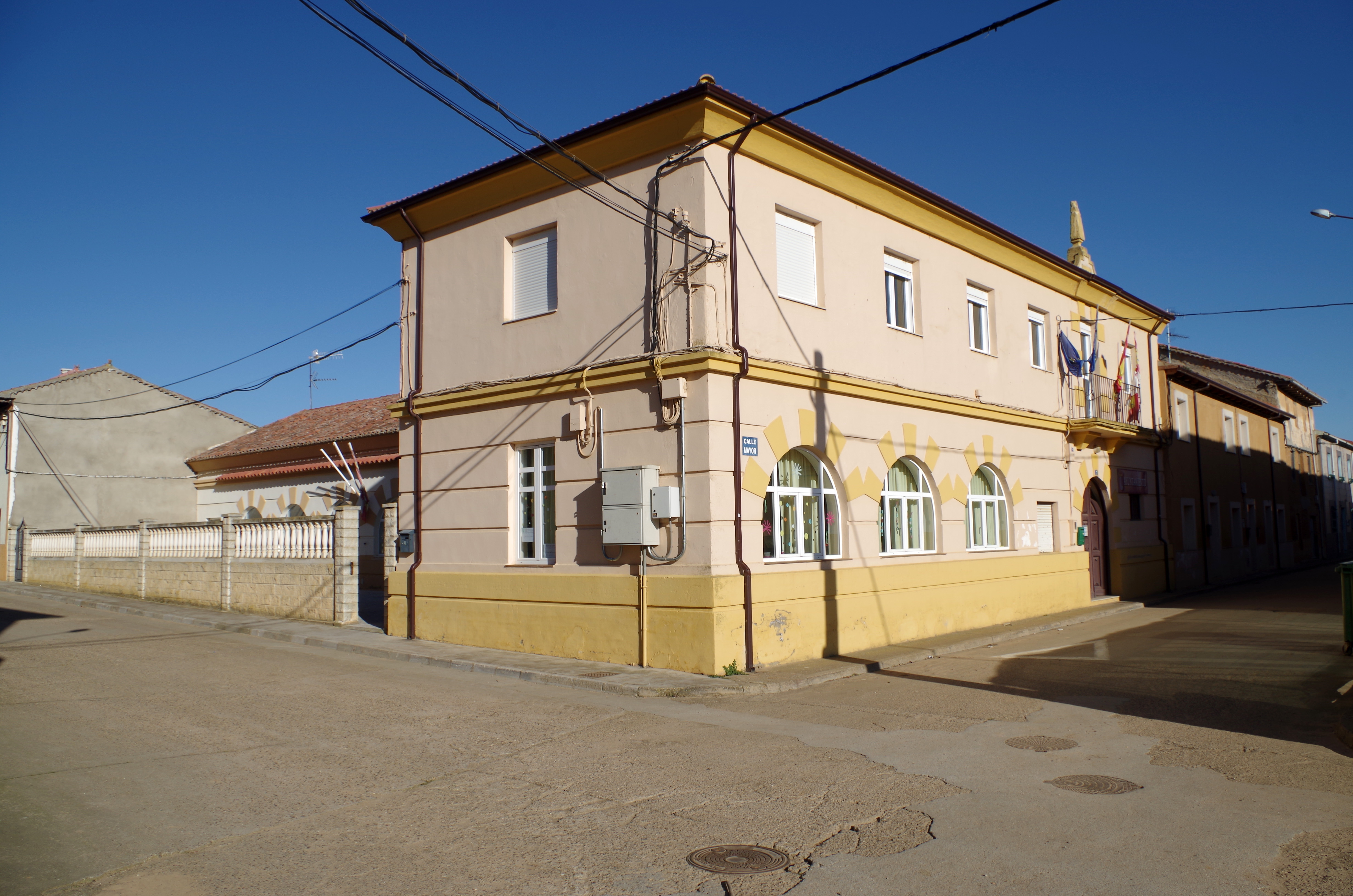
Rathaus

- Marienkirche
- Rathaus